# Condado de Goleniów
Nota linguística: Não confundir hrabstwo (condado) com powiat (divisão administrativa)..
Goleniów (polaco: powiat goleniowski) é um powiat (condado) da Polónia, na voivodia de Pomerânia Ocidental. A sede é a cidade de Goleniów. Estende-se por uma área de 1616,99 km², com 78 271 habitantes, segundo os censos de 2005, com uma densidade 48,41 hab/km².

## Divisões admistrativas
O condado possui:
Comunas urbana-rurais: Goleniów, Maszewo, Nowogard
Comunas rurais: Osina, Przybiernów, Stepnica
Cidades: Goleniów, Maszewo, Nowogard

## Demografia
População (dados de 30 de Junho de 2005):
|          | Total   | Total | Mulheres | Mulheres | Homens  | Homens |
| -------- | ------- | ----- | -------- | -------- | ------- | ------ |
|          | pessoas | %     | pessoas  | %        | pessoas | %      |
| Total    | 78 271  | 100   | 39 747   | 50,8     | 38 524  | 49,2   |
| Cidades  | 42 206  | 100   | 21 872   | 51,8     | 20 334  | 48,2   |
| Povoados | 36 065  | 100   | 17 875   | 49,6     | 18 190  | 50,4   |